# Neustadt Nord (Biel/Bienne)
Das Quartier Neustadt Nord (französisch Nouvelle ville nord) bildet zusammen mit der Neustadt Süd das Zentrum der Stadt Biel/Bienne. Durch den kanalisierten Arm der Schüss wird die Neustadt in einen nördlichen und südlichen Teil unterteilt. Die Neustadt Nord wird nördlich durch das Quartier Rebberg begrenzt, südlich von der Schüss und westlich vom Bielersee und dem Quartier Vingelz. Des Weiteren grenzt dieses Quartier an die Siedlungsinsel Bieler Altstadt und das Quartier Champagne. Die Nidaugasse als ein Teil der Haupteinkaufsstrasse Bahnhofstrasse/Nidaugasse ist ab dem Zentralplatz auf dem Gebiet dieses Quartiers.

## Schulen
Das grösste Gymnasium des Kantons Bern, das Gymnasium Biel-Seeland, befindet sich am Strandboden in diesem Quartier.

## Wirtschaft
Der Hauptsitz des Uhrenkonzerns Swatch Group befindet sich im westlichen Teil der Neustadt Nord. Im Osten des Quartiers befindet sich die Produktionsstätte des Uhrenherstellers Candino. Die Hauptsitze und Produktionsstätten von Calvin Klein Watch und Tiffany & Co. Watch befinden sich in klassizistischen Villen mit dazugehörenden Produktionsstätten in diesem Quartier. Ebenfalls ist der Schweizer Kompasshersteller Recta hier beheimatet.

## Infrastruktur
Die Talstation der 1887 eingeweihten Biel-Magglingen-Bahn Standseilbahn befindet sich hier.